# Championnat du Congo de football 2011
Navigation
Saison précédente Saison suivante
La saison 2011 du Championnat du Congo de football est la quarante-sixième édition de la première division congolaise, la MTN Ligue 1. Vingt-quatre équipes sont réparties en deux poules (Brazzaville et Pointe-Noire) où elles affrontent leurs adversaires à deux reprises. Les deux meilleures formations de chaque groupe disputent la phase finale. 
C’est le club des Diables noirs de Brazzaville qui remporte la compétition cette saison, après avoir battu l'AC Léopards en finale nationale. C’est le huitième de champion du Congo de l’histoire du club, le troisième en cinq saisons.

## Qualifications continentales
Le champion du Congo se qualifie pour la Ligue des champions de la CAF 2012 tandis que le vainqueur de la Coupe du Congo obtient son billet pour la Coupe de la confédération 2012. Si un club réussit le doublé Coupe-championnat, c’est le finaliste de la Coupe qui participe à la Coupe de la confédération.

## Les clubs participants
Brazzaville :
- Saint-Michel de Ouenzé
- JS Talangaï
- Diables noirs de Brazzaville
- Ajax de Ouenzé
- AS Police Brazzaville
- Patronage Sainte-Anne
- CARA Brazzaville
- FC Kondzo
- Inter Club
- Arc-en-Ciel Morandzambé
- FC Cuvette
- Étoile du Congo

Pointe-Noire :
- Vita Club Mokanda
- Nico-Nicoyé
- Pigeon Vert
- AC Léopards
- JS Bougainvillées
- Munisport Pointe-Noire
- AS Ponténégrine
- AS Cheminots
- CS La Mancha
- Olympic Nkayi
- Olympic Vision
- US Saint-Pierre

## Compétition

### Phase de poules
Le barème utilisé pour établir le classement est le suivant :
- Victoire : 3 points
- Match nul : 1 point
- Défaite, forfait ou abandon : 0 point

| Rang | Équipe                       | Pts | J  | G  | N  | P  | Bp | Bc | Diff |
| ---- | ---------------------------- | --- | -- | -- | -- | -- | -- | -- | ---- |
| 1    | Diables noirs de Brazzaville | 54  | 22 | 17 | 3  | 2  | 33 | 7  | +26  |
| 2    | JS Talangaï                  | 40  | 22 | 12 | 4  | 6  | 36 | 25 | +11  |
| 3    | Ajax de Ouenzé               | 37  | 22 | 9  | 10 | 3  | 26 | 19 | +7   |
| 4    | Étoile du Congo              | 33  | 22 | 8  | 9  | 5  | 26 | 18 | +8   |
| 5    | FC Cuvette                   | 33  | 22 | 9  | 6  | 7  | 27 | 27 | 0    |
| 6    | Inter Club                   | 29  | 22 | 7  | 8  | 7  | 23 | 25 | -2   |
| 7    | Saint-Michel de OuenzéT      | 28  | 22 | 7  | 7  | 8  | 27 | 28 | -1   |
| 8    | FC Kondzo                    | 25  | 22 | 6  | 7  | 9  | 24 | 25 | -1   |
| 9    | CARA Brazzaville             | 22  | 22 | 5  | 7  | 10 | 13 | 17 | -4   |
| 10   | Arc-en-ciel Morandzambé      | 22  | 22 | 5  | 7  | 10 | 22 | 31 | -9   |
| 11   | Patronage Sainte-Anne        | 21  | 22 | 5  | 6  | 11 | 17 | 26 | -9   |
| 12   | AS Police Brazzaville        | 12  | 22 | 2  | 6  | 14 | 18 | 44 | -26  |

| Rang | Équipe                 | Pts | J  | G  | N | P  | Bp | Bc | Diff |
| ---- | ---------------------- | --- | -- | -- | - | -- | -- | -- | ---- |
| 1    | AC Léopards            | 55  | 22 | 18 | 1 | 3  | 68 | 10 | +58  |
| 2    | Vita Club Mokanda      | 46  | 22 | 14 | 4 | 4  | 37 | 16 | +21  |
| 3    | Munisport Pointe-Noire | 42  | 22 | 13 | 3 | 6  | 36 | 16 | +20  |
| 4    | AS Ponténégrine        | 37  | 22 | 11 | 4 | 7  | 26 | 25 | +1   |
| 5    | Olympic Vision         | 34  | 22 | 10 | 4 | 8  | 39 | 23 | +16  |
| 6    | Pigeon Vert            | 31  | 22 | 10 | 1 | 11 | 28 | 33 | -5   |
| 7    | CS La Mancha           | 29  | 22 | 8  | 5 | 9  | 31 | 36 | -5   |
| 8    | AS Cheminots           | 28  | 22 | 7  | 7 | 8  | 21 | 25 | -4   |
| 9    | Nico-Nicoyé            | 24  | 22 | 6  | 6 | 10 | 21 | 29 | -8   |
| 10   | Olympic Nkayi          | 20  | 22 | 6  | 2 | 14 | 15 | 45 | -30  |
| 11   | US Saint-Pierre        | 17  | 22 | 4  | 5 | 13 | 21 | 47 | -26  |
| 12   | JS Bougainvillées      | 11  | 22 | 3  | 2 | 17 | 20 | 58 | -38  |

### Demi-finales
| Équipe 1          | Résultat | Équipe 2                     | Aller | Retour |
| ----------------- | -------- | ---------------------------- | ----- | ------ |
| JS Talangaï       | 2 - 5    | AC Léopards                  | 2 - 4 | 0 - 1  |
| Vita Club Mokanda | 1 - 5    | Diables noirs de Brazzaville | 1 - 1 | 0 - 4  |

### Finale nationale
| 18 septembre 2011 | Diables noirs de Brazzaville | 2 - 0 | AC Léopards | Stade municipal, Pointe-Noire                       |                                                     |
| 15:00             | Tchilimbou 32e · Komara 70e  |       |             | Spectateurs : 15 000 Arbitrage : Jean-Michel Mokoko | Spectateurs : 15 000 Arbitrage : Jean-Michel Mokoko |
| 15:00             | (Rapport)                    |       |             | Spectateurs : 15 000 Arbitrage : Jean-Michel Mokoko | Spectateurs : 15 000 Arbitrage : Jean-Michel Mokoko |

## Bilan de la saison
| Championnat du Congo de football 2011 |                                         |
| Champion                              | Diables noirs de Brazzaville (8e titre) |
| Coupes et trophées                    |                                         |
| Vainqueur de la Coupe du Congo 2011   | AC Léopards                             |
| Qualifications continentales          |                                         |
| Ligue des champions de la CAF 2012    | Diables noirs de Brazzaville            |
| Coupe de la confédération 2012        | AC Léopards                             |
| Promotions et relégations             |                                         |
| Promus en MTN Ligue 1                 | Tongo FC Jambon                         |
| Promus en MTN Ligue 1                 | FC Bilombé                              |
| Promus en MTN Ligue 1                 | Saint-Michel de Loukoléla               |
| Promus en MTN Ligue 1                 | ASICO Sport                             |
| Relégués en MTN Ligue 2               | Aucun (passage à 28 clubs)              |